# Saccharissa contigens
Saccharissa contigens är en stekelart som först beskrevs av Walker 1862.  Saccharissa contigens ingår i släktet Saccharissa och familjen Eucharitidae. Inga underarter finns listade i Catalogue of Life.